# Џигме Вангчук
Џигме Вангчук (џонг. འཇིགས་མེད་དབང་ཕྱུག, енгл. Ugyen Wangchuck, 1905 — 1952) други је краљ Бутана. Владао је двадесет и шест година.

## Биографија
Најстарији је син краља Уген Вангчука. Студирао је енглеску, хиндуистичку и будистичку књижевност.
Под његовом владавином Бутан је био готово потпуно изолован од остатка света. Одржавао је везе само са Британском Индијом. Наследио га је син Џигме Дорџи Вангчук.

## Одликовања
- 1927. и 1930. - Орден индијске звезде
- 1935. — Сребрна јубиларна медаља краља Џорџа V
- 1937. — Медаља Краља Џорџа VI